# Ayrshire (Iowa)
Ayrshire – miasto w Stanach Zjednoczonych, w stanie Iowa, w hrabstwie Palo Alto. Zgodnie ze spisem statystycznym z 2000 roku, miasto liczyło 202 mieszkańców. Liczba mieszkańców spadła z 202 osób w 2000 r., przez 143 osoby w spisie z 2010 r., do 129 osób w 2023 r. Jest to dużo mniej niż ½ populacji odntowanej 100 lat wcześniej, 329 osób w 1900 r. i 337 osób w 1910 r.

## Historia
Ayrshire zaczęło jako skład kolejowy w październiku 1882 roku. Nazwa miasta prawdopodobnie pochodzi od historycznego hrabstwa Ayrshire w Szkocji. Ayrshire zostało zarejestrowane dnia 20 września 1895 roku. W 1972 miasto przyciągnęło zainteresowanie kraju wyborem najmłodszego burmistrza w Ameryce. Jody Smith miał 19 lat gdy został wybrany na burmistrza.

## Geografia
Ayrshire znajduje się na 43°2'19"N, 94°50'5"W (43,038506, -94,834712). Według United States Census Bureau miasto zajmuje obszar 0,5 km².

## Demografia
Według spisu statystycznego z 2000, było tam 202 ludzi, 89 gospodarstw domowych i 55 rodzin mieszkających w mieście. Gęstość zaludnienia wynosiła 371,4 osób na km². Były tam 98 domy ze średnią zagęszczenia 180,2/km². 100% ludzi w mieście było rasy białej.
Było tam 89 gospodarstw domowych, w 25,8% z nich mieszkały dzieci poniżej 18 lat, 53,9% stanowiły małżeństwa żyjące razem, 7,9% stanowiły kobiety nie posiadające męża oraz 38,2% stanowiły osoby samotne. 34,8% ze wszystkich gospodarstw domowych składało się z jednej osoby a 18,0% miało ludzi żyjących samotnie żyjących więcej niż 65 roku życia. Średnia wielkość domu wynosiła 2,27 i średnia wielkość rodziny to 2,96.
W mieście ludność stanowiła 26,2% w wieku poniżej 18 lat, 5,0% od 18 do 24, 21,8% od 25 do 44, 26,2% od 45 do 64, i 20,8% osób powyżej 65 roku życia. Średni wiek wynosił 43 lat. Na każde 100 kobiet przypadało 87,0 mężczyzn. Na każde 100 kobiet powyżej 18 roku życia, przypadało 91,0 mężczyzn.
Średni dochód dla gospodarstwa domowego w mieście wynosił 27.500 dolarów, a średni dochód dla rodziny wynosił 30.893 dolarów. Średni dochód wynosił 26.750 dolarów dla mężczyzny i 15.000 dolarów dla kobiety. Dochód na osobę w mieście wynosił 13.371 dolarów. 4,8% populacji miasta żyło poniżej granicy ubóstwa, w tym 7,1% tych mających sześćdziesiąt pięć lub więcej lat. Żadna rodzina oraz żadna osoba poniżej 18 lat nie żyła poniżej granicy ubóstwa.